# Serpe
Cet article possède un paronyme, voir Serp.
Ne doit pas être confondu avec Faucille.

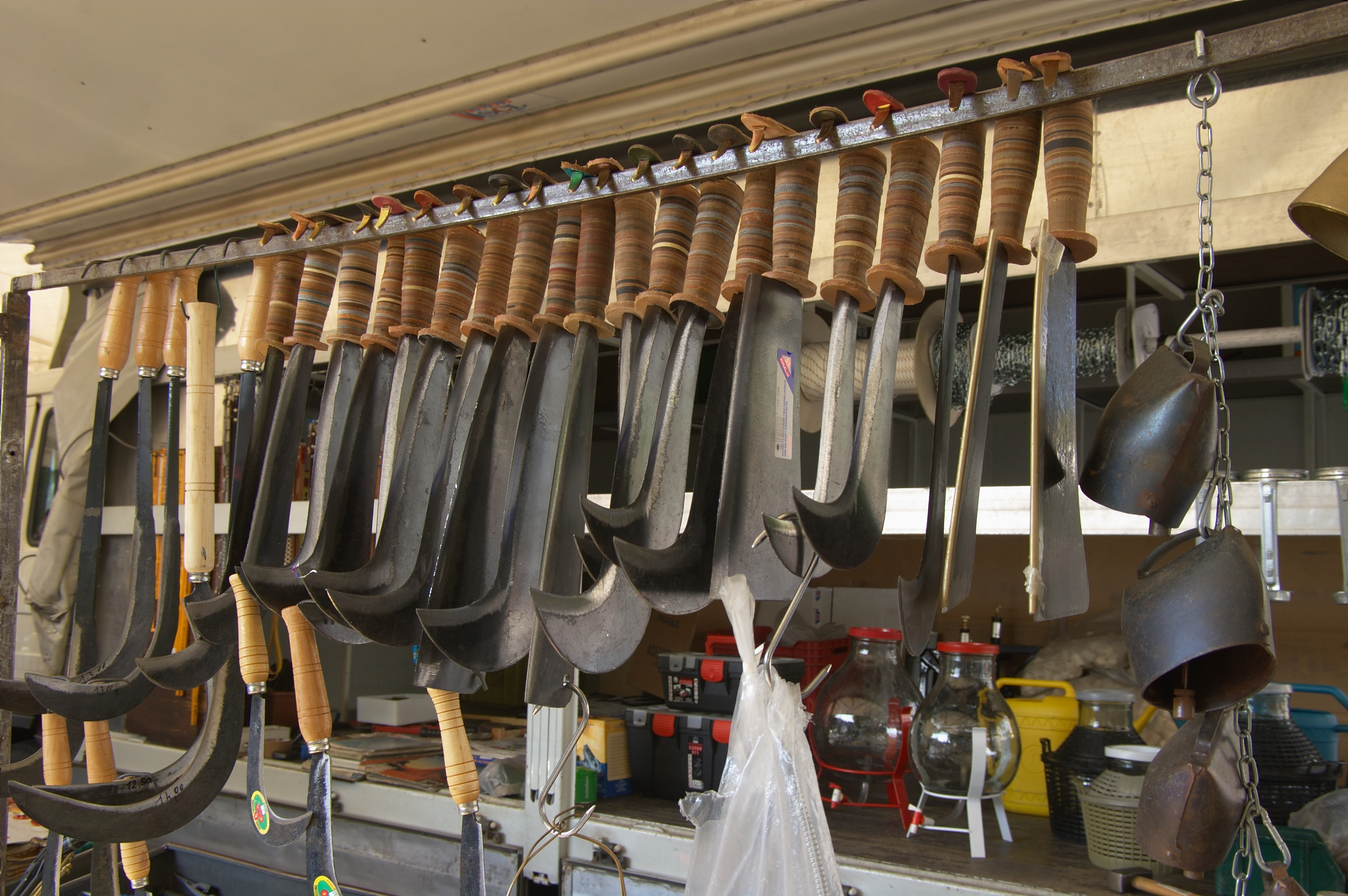
Différents types de serpes traditionnelles en vente sur un marché en Italie.

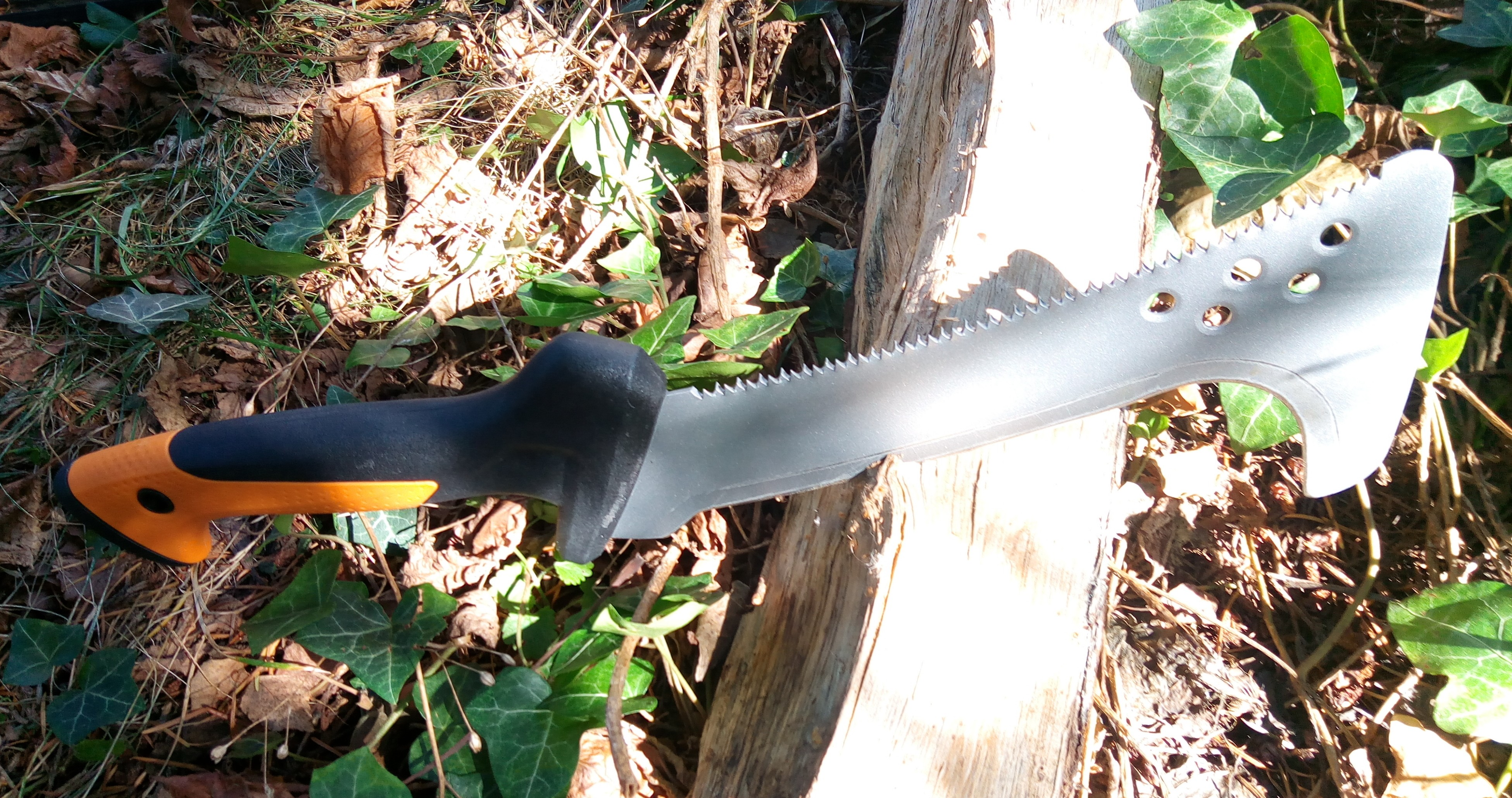
Serpe de conception moderne, manipulable à une ou deux mains, à double tranchant dont celui au dos est en forme de scie, utilisée en bushcraft.

Une serpe est un outil agricole et forestier polyvalent, à lame épaisse et large, et au tranchant long et courbé à son extrémité, traditionnellement utilisée pour la coupe du bois dans l'ensemble des zones tempérées d'Europe et d'Asie. Elle est ou a été surtout utilisée pour le recépage des arbres dans les taillis (aussi appelés de ce fait bois de serpe), l'émondage, le trognage, l'élagage des branches de petites et moyennes sections, la taille du bois, la taille de la vigne, le débroussaillage, voire pour fendre des bûches. Elle ne doit pas être confondue avec la faucille qui n'est pas un outil de coupe du bois mais un outil de moisson.
La serpe est habituellement munie d'un manche court, utilisable à une ou deux mains selon sa longueur, mais il existe aussi des modèles à manche long. Sa lame peut être à simple ou à double tranchant, alors généralement avec un tranchant recourbé, et le second faisant office de hachette. Il existe des serpes à tranchant droit, pouvant ressembler à des couperets mais dont l'usage paysan, forestier, ou artisanal, les rattache bien à la famille de la serpe. La serpette (ou gouzotte) est un autre outil appartenant à la famille de la serpe ; elle peut être pliante ou non, et est employée essentiellement pour la taille de très petite section ou les coupes de précision dans le domaine horticole et viticole, ou domestiquement pour la cueillette.
Comme de nombreux outils agricoles, la serpe a été réutilisée comme arme blanche et a notamment donné naissance à l'anicroche et à la guisarme.

## Diversité locale

Page d'un ancien catalogue Revolier-Experton d'entre-deux-guerres, illustrant la diversité des modèles de serpe : à soie ou à douille, à simple ou double tranchant...

Autrefois, chaque région, parfois chaque ville ou village, possédait sa propre forme de lame ; ainsi, dans un catalogue des années 1930, la taillanderie Talabot proposait des gabarits pour plus de 3 000 formes de lames (le catalogue n'en montre que 200). 
Cette diversité touche à tous les éléments de la serpe : le mode d'attachement de la lame au manche peut être à soie et virole, à plate-semelle, à douille (elle se prête alors au changement facile de manches de différentes longueurs, en fonction de l'usage du moment), ou même à attelles latérales ; la lame peut être à simple ou double tranchant, ou présenter un crochet au dos pour manipuler la végétation coupée; le tranchant peut être symétrique ou asymétrique, notamment dans des usages artisanaux ; la lame est généralement plate, mais sur certains modèles peu courants elle présente au contraire une concavité comme une lame de faux (en anglais : dished); le manche peut être en bois, en corne animale, en rondelles de cuir, en plastique, ou même venir d'une pièce avec la lame sous forme d'une douille-poignée ; un dispositif d'accrochage à la ceinture, dit agrafe, ou gancio en italien, peut être intégré à la lame, à la virole ou à l'extrémité du manche ; la lame peut être forgée de sorte à avoir une répartition homogène de la masse, ou avoir une extrémité fine et légère pour favoriser une coupe rapide et peu fatigante lors d'un maniement répétitif, ou au contraire avoir une extrémité lestée, épaisse et lourde, pour des coupes très puissantes.
Bien qu'en français le terme serpe évoque généralement un outil dont l'extrémité de la lame est recourbée, cette règle n'est pas absolue, et de nombreux modèles de serpes ont un tranchant presque droit, voire recourbé vers l'arrière. Cette diversité des formes est liée aux usages variés qui ont été faits des serpes au travers des âges, des climats et des professions, menant à des spécialisations. À cette diversité des formes correspondait une diversité des mots pour les désigner. On trouve le terme de courbet comme synonyme de la serpe . D'autres régionalismes incluent : gouaye, gouet, fooussoun, poudet, bezouilh,...
On trouve des outils assimilables à la serpe dans la plupart des pays d'Europe, et des noms pour les accompagner : billhook, furze hook, broom hook en anglais ; roncola, pennato et manaresso en italien ; Gertel, Hippe en allemand ; podón, tajamata, corvilo en espagnol ; foice, roçadoira en portugais, etc. Mais aussi dans des pays colonisés par des pays européens (notamment en Afrique et en Amérique du Sud), mais surtout en Asie, où la diversité des formes et des usages est aussi importante qu'en Europe. La constante reste d'être un outil robuste, à lame plate et relativement longue, adapté à la coupe du bois (ou du bambou, en Asie).
En Amérique du Nord, la serpe existe surtout dans sa forme à long manche, généralement à forte lame, principalement utilisée pour l'éclaircissement de l'aire de travail avant l'abattage d'un arbre ou la création d'un chemin d'accès à celui-ci. Ces outils sont appelés brush hook, brush axe, ou encore kaiser blade. Contrairement aux gouyards français, et aux slashers britanniques, dont le long manche est généralement constitué d'un bois relativement mince pour sa longueur, le manche de ces outils est assez court et fort, proche de celui d'une hache, pour supporter des frappes très puissantes. 
La différence entre une serpe et une faucille utilisée pour la moisson est liée à leurs utilisations. Toutes deux à lames courbes, la serpe a généralement une lame plus large et plus épaisse et une courbure uniquement sur l'extrémité, tandis que la faucille a une lame plus fine et une forme plus arrondie, presque circulaire.

## Utilisation viticole

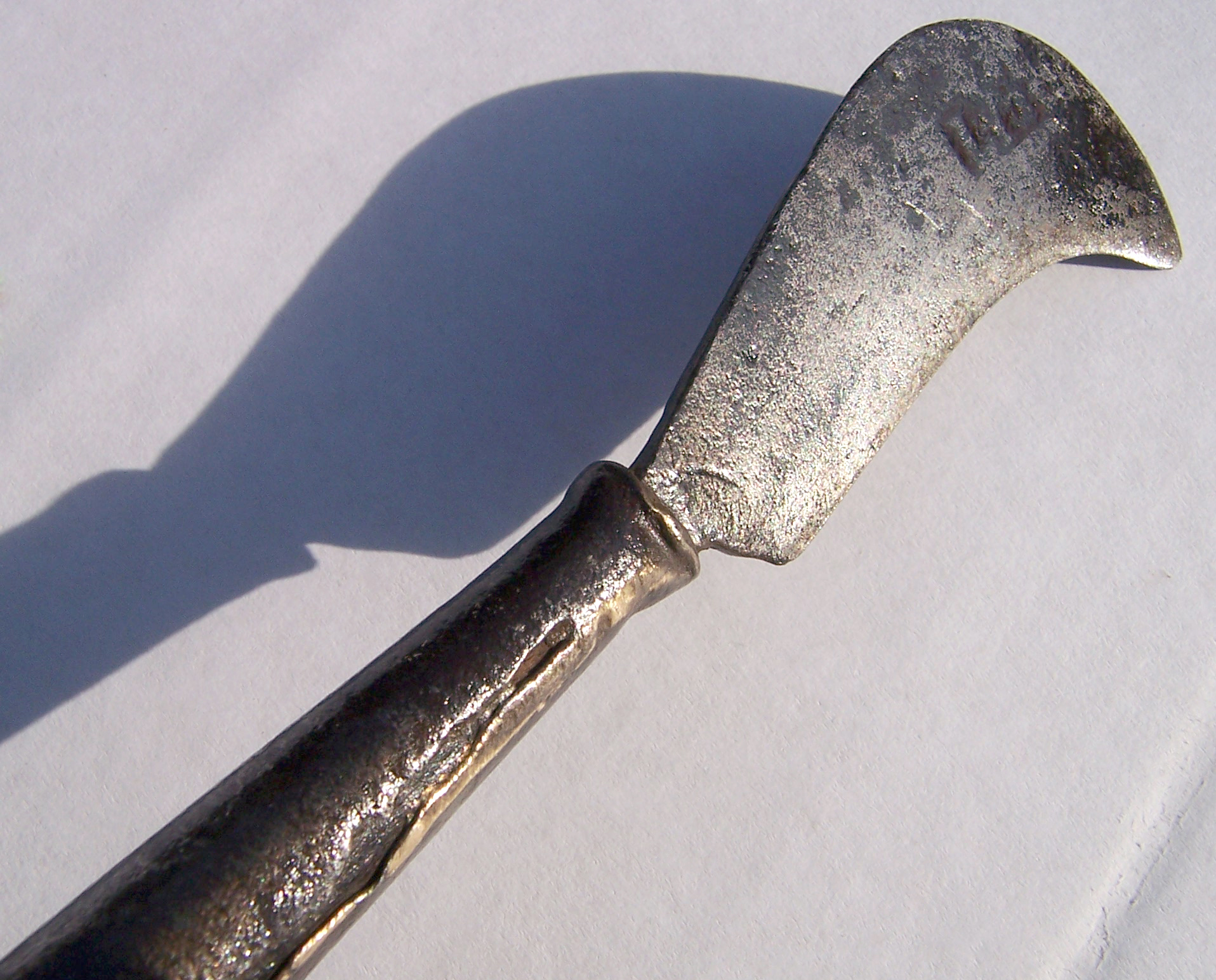
Serpette servant à vendanger.

La serpe a longtemps été l'outil privilégié pour la taille de la vigne. Connue dès l'époque romaine, son utilisation a peu évolué, malgré la variété dans les formes de lame. La lame, allongée et fortement courbée, est souvent assez large et peut être munie d'une hache au taillant concave (serpe à talon). La coupe est assez nette, ce qui permet au cep de cicatriser rapidement : c'est l'avantage que la serpe peut conserver sur le sécateur, apparu dès le XVIIIe siècle, mal affûté celui-ci peut écraser le bois et le fendre, laissant plus de surface pour d'éventuelles contaminations.
Une serpette est une petite serpe et en diffère simplement par la taille de sa lame. Elles sont utilisées pour la vendange.

## Dans la culture populaire
- On retrouve notamment la serpe comme outil agricole dans les albums de la série de bande dessinée Astérix, dont le deuxième album s'intitule « La Serpe d'or ». En effet, selon Pline l'Ancien, les druides l'utilisaient pour cueillir le gui. Toutefois, dans l'album le dessinateur représente une faucille et non une serpe.
- On retrouve aussi la serpe comme arme d'attaque et de défense pour Sly Cooper, le héros de la série de jeu vidéo Sly.
- Dans l'épisode 10 du manga Hunter × Hunter (2011), Togari utilise des serpes lors de son duel contre Hisoka.
- Le triple homicide pour lequel le futur écrivain Georges Arnaud avait été inculpé sous l'Occupation avait été effectué à coups de serpe, en témoignent notamment les récits romanesques sur l'affaire : La Serpe de Philippe Jaenada et La Serpe rouge de Nan Aurousseau et Jean-François Miniac.